# Valencia Club de Fútbol eSports
Valencia Club de Fútbol eSports, conocido popularmente como VCF eSports, es la sección dedicada a los deportes electrónicos del Valencia Club de Fútbol de la Primera División de España, creada el 7 de julio de 2016, convirtiéndose así en el primer club de fútbol de España en lograrlo.
Entre los videojuegos en los que compite el equipo se encuentran FIFA y Arena of Valor (en Tailandia), aunque en el pasado también ha presentado divisiones en otros títulos como Fortnite, Rocket League, Hearthstone, League of Legends y TFT.
El 20 de abril de 2025, se disputaron las finales de LaLiga FC Pro en el estadio de Mestalla, por primera vez en un estadio de fútbol presencial, donde los dieciséis equipos clasificados se disputaron el campeonato de España del videojuego EA Sports FC 25, con 250 000€ en premios.

## Divisiones activas

### FIFA
El 28 de octubre de 2016 se anuncia el equipo de FIFA 1vs1 con David Soriano que ya llegó a las finales de la ESWC en París.
El 8 de octubre de 2019 el equipo anunció el fichaje de Vivi Khofolo. Vicente Haz, jugador habitual de la sección de clubes pro del equipo, pasa a formar parte del competitivo de eLaLiga Satander (19-20) junto a Vivi, a quienes se uniría más tarde Adolfito Pacheco en la temporada 20-21.
Jugadores Activos actualizado el 5 de mayo de 2021
| País | Nick             | Nombre real                 |
| ---- | ---------------- | --------------------------- |
| ES   | Vivi Khofolo     | Jose Vicente García Marqués |
| ES   | Vicente Haz      | Vicente Civera Gil          |
| ES   | Adolfito Pacheco | Adolfo Pacheco Cruz         |

Hasta la fecha, Vivi Khofolo ha obtenido varios premios remarcables. Obtuvo el TOP 16 de la Futchampions Cup de Altanta FIFA19, se coronó como Campeón de España al ganar la Movistar ESL Pro Challenge y obtuvo el primer puesto en la Gamergy FIFA 18. En su paso por eLaLiga Santander, Vivi obtuvo el cuarto puesto en la edición 2019-2020 y se llevó el TOP 9-12 de la temporada 2020-2021.
Exjugadores de la división
| País | Nick       | Nombre real            |
| ---- | ---------- | ---------------------- |
| ES   | DavidSP    | David Soriano Perujo   |
| ES   | Fran Luque | Francisco Luque Villar |

### Fortnite
El 8 de octubre de 2019, EmpershaoESP inaugura la división de Fortnite como creador de contenido. Unos meses después, el equipo ficha también a Enrique Ramos junto con ElAxel666 para jugar en el competitivo. Empershao y Enrique abandonarían el equipo el 5 de noviembre de 2020. Finalmente, el 24 de marzo de 2021 el club anunció la incorporación de Ache como creador de contenido.
Jugadores Activos actualizado el 5 de mayo de 2021
| País | Nick      | Nombre real           |
| ---- | --------- | --------------------- |
| ES   | ElAxel666 | Álex García López     |
| ES   | Ache      | Hugo Peralta González |

Exjugadores de la división
| País | Nick          | Nombre real          |
| ---- | ------------- | -------------------- |
| ES   | EmpershaoESP  | Jaime Vargas García  |
| ES   | Enrique Ramos | Enrique Ramos García |

## Divisiones inactivas

### Teamfight Tactics
A la par que se anunció el fichaje de Vivi y Empershao, también se formalizó el nombramiento de Evangelion como jugador de TFT para la nueva temporada 19-20. Evangelion hizo pública su salida del club el 3 de noviembre de 2020.

#### Equipo
Jugadores actualizado el 5 de mayo de 2021
| País | Nick       | Nombre real   |
| ---- | ---------- | ------------- |
| ES   | Evangelion | Diego Fuentes |

### Rocket League
El día previo al anunciamiento de la sección de eSports, el Valencia anuncia su equipo de Rocket League a través de la Liga Oficial PlayStation. El equipo ya estaba compitiendo desde hacía más de un mes en el torneo de máxima categoría a nivel nacional, la Liga Playstation. Torneo que días después ganaría el VCF eSports.

#### Equipo
Jugadores actualizado el 19 de enero de 2017
| País | Nick      | Nombre real         |
| ---- | --------- | ------------------- |
| ES   | De Boer   | Albert Vaquero Solé |
| ES   | Kael      | Javier Ojeda Gálvez |
| ES   | Alex35351 | Alejandro Carbonero |
| ES   | Maíllo    | Javier Maíllo       |

### Hearthstone
El día de la presentación se presentó en el Estadio de Mestalla el equipo formado por 4 jugadores para Hearthstone. Desde entonces hay un canal de Twitch dedicada al streaming de estos jugadores. Evangelion gana el torneo DreamHack Valencia 2016 de Hearthstone. Evangelion pasaría tiempo después a jugar en la división de TFT.

#### Equipo
Jugadores actualizado el 17 de julio de 2016
| País | Nick       | Nombre real         |
| ---- | ---------- | ------------------- |
| SK   | Nara       | Haneul Lee          |
| ES   | Thefallen  | Hector Fuentes      |
| ES   | Evangelion | Diego Fuentes       |
| ES   | Josemi     | Jose Miguel Pascual |

### League of Legends
El 13 de julio de 2016 se presenta el equipo de jugadores de League of Legends recogiendo a jugadores españoles a nivel nacional y de la competición de máxima categoría europea EU LCS (Europe League Championship Series) como PePiinero o Adryh que han estado en Giants Gaming, equipo de LoL español que participa en la EU LCS. Debutan en el torneo DreamHack Valencia 2016, ganan en la primera partida contra Team Alientech pero caen en la final del torneo contra Melty e-Sports Club.
El 3 de agosto de 2016 se anuncia la participación del equipo en la LVP (Liga Videojuegos Profesional). Lo que supone el primer paso para llegar a la máxima categoría, deberán competir y ganar la LVP División de Honor para ganar un ticket para la EUCS (EU Challenger Series), la liga previa a la EU LCS.
El 28 de octubre de 2016 se clasifican para disputar la ESL Masters Madrid 2016 . Iniciando desde el grupo A con la primera victoria contra NeverBack Gaming, son derrotados por ThunderX3 Baskonia pero logran clasificarse para los play-offs volviendo a ganar contra NeverBack Gaming.  En la primera ronda caen derrotados por KIYF Logitech y por tanto logran el cuarto puesto.
Tras finalizar la fase de liga regular de la Temporada 11 de LVP DDH (Liga de Videojuegos Profesional División de Honor) logran el quinto puesto, lo que supone la participación a la LVP CCS (Liga de Videojuegos Profesional Clasificatorio Challenger Series), el ganador obtiene una oportunidad de participar la clasificatoria de primavera EUCS 2017. Pero son derrotados en la primera ronda por The Penguins Mafia y por ello termina la temporada para el Valencia CF eSports.
El 24 de diciembre de 2016 Fénec abandona el equipo.
El 3 de enero de 2017 PePiiNG abandona el equipo.
El 30 de junio el equipo se disuelve junto al personal.
El 1 de enero de 2018 se abre la Valencia Club de Fútbol Talent Factory de League Of Legends.

#### Equipo
Jugadores actualizado el 25 de mayo de 2018
| País | Rol      | Nick          | Nombre real            |
| ---- | -------- | ------------- | ---------------------- |
| ES   | Top      | VCF Sykii     | Arturo Navas Fernández |
| ES   | Junglero | VCF GuDiR     | Guillem Diaz Romero    |
| ES   | Mid      | VCF xMissu    | Ángel Pérez Algárate   |
| ES   | ADC      | VCF Corvo     | Luis Martí Presa       |
| ARG  | Support  | VCF Kangaaroø | Matias Catriel Turus   |

Staff
| País | Rol                | Nick    | Nombre real                  |
| ---- | ------------------ | ------- | ---------------------------- |
| ES   | Entrenador         | Beto    | José Manuel Franco Contreras |
| ES   | Segundo Entrenador | Shailen | José Daniel Galo Licona      |
| ES   | Analista           | xNarco  | Roberto Tatay Fuentes        |

| País | Rol                | Nick | Nombre real              |
| ---- | ------------------ | ---- | ------------------------ |
| ES   | Director deportivo | Matt | José de Matías Alcántara |